# Лаубсер, Клайвен
Клайвен Лаубсер (англ. Cliven Loubser, родился 24 февраля 1997) — намибийский регбист, играющий на позиции флай-хава.

## Биография
Окончил Виндхукскую гимназию, студент Университета Претории и игрок университетской регбийной команды по регби «Такс». На клубном уровне выступал в прошлом за юношескую команду Западной провинции ЮАР и молодёжную команду академии клуба «Шаркс», также имеет опыт соревнований в Кубке Карри за «Вельвичиас» — играл в матче 19 мая 2019 года против «Даун Тач Гриффонз».
Дебют Лаубсера в сборной состоялся 18 июня 2017 года в матче против России в Монтевидео. В активе Даубсера 14 игр за сборную и 159 очков, большая часть из которых набраны благодаря реализациям и штрафным. 26 очков он набрал в матче 30 июня 2018 года против Марокко в Касабланке благодаря двум попыткам и 8 реализациям; 21 очко набрал 18 августа того же года в игре против Кении в Виндхуке благодаря попытке, пяти реализациям и двум штрафным.
В составе сборной Намибии в 2017 году он завоевал Золотой кубок Африки: в финале 29 июля намибийцы победили Кению со счётом 45:7, причём для Лаубсера это был только второй матч на домашней арене сборной Намибии (первую игру дома он отыграл за три недели до этого против Зимбабве, а также 22 июля сыграл в гостях против Уганды). В финале Лаубсер занёс одну попытку и три раза из пяти провёл реализации. 9 июня 2019 года на Кубке наций по регби именно штрафной Лаубсера на последних минутах принёс намибийцам сенсационную победу над Уругваем со счётом 30:28.